# Haiti ai XXIV Giochi olimpici invernali
Haiti ha partecipato ai XXIV Giochi olimpici invernali, che si sono svolti dal 4 al 20 febbraio 2022 a Pechino, Cina, con un solo atleta, lo sciatore alpino Richardson Viano.
Si è trattato dell'esordio del paese ai Giochi olimpici invernali.

## Delegazione
La delegazione haitiana alle olimpiadi invernali di Pechino era composta da un atleta che ha gareggiato in uno sport.
| Sport      | Uomini | Donne | Totale |
| ---------- | ------ | ----- | ------ |
| Sci alpino | 1      | -     | 1      |
| Totale     | 1      | -     | 1      |

## Risultati

### Sci alpino
| Atleta           | Evento                   | Tempo     | Tempo     | Tempo   | Posizione |
| Atleta           | Evento                   | 1ª manche | 2ª manche | Totale  | Posizione |
| ---------------- | ------------------------ | --------- | --------- | ------- | --------- |
| Richardson Viano | Slalom gigante maschile  | DNF       | DNF       | DNF     | DNF       |
| Richardson Viano | Slalom speciale maschile | 1'02"25   | 57"74     | 1'59"99 | 34º       |